# Champvallon
Champvallon korábbi község (település) Franciaországban, Saône-et-Loire megyében. 2017. január 1-jén Aillant-sur-Tholon, Villiers-sur-Tholon és Volgré községgel egyesült és Montholon új község része lett.
Lakosainak száma 643 fő (2018. január 1.). Champvallon Chamvres, Senan, Béon, Champlay, Paroy-sur-Tholon és Volgré községekkel határos.

## Népesség
A település népességének változása:
| Lakosok száma | 672  | 671  | 643  | 643  |
|               | 2013 | 2015 | 2017 | 2018 |